# Phidippus aureus
Phidippus aureus är en spindelart som beskrevs av Edwards 2004. Phidippus aureus ingår i släktet Phidippus och familjen hoppspindlar. Inga underarter finns listade i Catalogue of Life.